# Письмо з околиці
Письмо з околиці – культурологічні есеї й статті, невеликі шкіци-роздуми українського письменника Анатолія Дністрового, опубліковані в 2010 році видавництвом «Грані-Т» (Київ) в серії «De profundis».
Сміливі й несподівані за ракурсом думки есеїв – спроба розхитати усталену стереотипну навкололітературну, навколомистецьку, ба навіть інколи і політично-філософську українську думку. Крізь «Письмо з околиці» – культурологічного щоденника, що складений у вигляді нотаток, мікрорецензій, відписок, зауважень, політичних присудів, резюме, од чи літературних бешкецтв – своєрідно, в розмаїтті, хаосі й системній безсистемності, прозирає перше десятиліття ХХІ-го століття.

## Анотація
|  | До книги «Письмо з околиці», яку Дністровий жартома окреслює як «ultra light публіцистика», увійшли мікро-есе, авторські колонки, вибрані статті, записи з нотатника, більшість із яких упродовж 2000–2009 років широко друкувалася у часописах, Інтернет-виданнях та блозі автора. Зустрічі різних тем під однією обкладинкою, як, скажімо, поезія і радіація, Кант і кінематограф, стоїцизм і слабкість, чари музики і соціальні нетрі, письмо і читання, мовчання і профани, подорожі і самопожирання, письменники та психоаналіз живота, – все це постає складовими голосу з околиці – околиці як особистості автора, околиці як його участі в тих чи інших процесах, і навіть околиці як присутності української культури у світі загалом. Композиція книги «Письмо з околиці» як membra disjecta (з лат. – роз’єднані члени) насправді формує багатогранну картину того, як в одному письмі можуть природно поєднуватися пристрасть до літератури, філософії, історії, кіно та рибальства, а також різні епохи, люди, розчарування й прагнення |

.

## Відгуки
- Олег Соловей:

|  | Найголовніше для «активного» читача цієї книги, – це густе, насичене культурологічними та етико-філософськими концептами, але водночас, іронічне й легке, письмо Дністрового; це дискретне й необов´язкове свято взаємнення з Автором. |

- Богдан-Олег Горобчук:

|  | З усього цього масиву інформації перед нами постає герой – самоіронічний інтелектуал, який з ностальгією згадує юнацькі та студентські голодні роки, коли кохання, вино та література цілком заполоняли його увагу, а тепер мусить жити «дорослим життям». |

- Олександр Михед:

|  | В одному з численних інтерв’ю Дністровий казав, що має мрію спробувати якомога більше різноманітних професій. Іншими словами – має постійне прагнення опановувати нові досвіди. Так само і в літературі: він пробує все нові форми для реалізації творчих задумів. І його «не таке» «Письмо» точно заслуговує на присутність не на околицях літературного процесу. |

- Ірина Славінська:

|  | «Письмо з околиці» – надзвичайно вдала збірка есеїв. Попри свою цілком природну фрагментарність, вона не розпадається на окремі шматки і тримається купи. А ще вона дуже підійде «недисциплінованим» читачам – з огляду на форму, цю книжку можна читати з будь-якого місця і в будь-якому напрямку». |

## Зміст і структура
Книга структурована у формі інтелектуального (читацько-глядацького) щоденника: з 2000 до 2010 року. Тексти розміщені, відповідно, за роками написання чи публікацій у медіа. Зацікавлення та спостереження Дністрового можна виокремити в декілька тематичних блоки: власне «літературний» (невеликі есеї, репліки, статті про книги, письменників і літературний процес), «кінематографічний» (есеї та міркування про режисерів та фільми), «філософський» (невеликі рецепції щодо тих чи інших ідей) і «автобіографічний».
За жанровою канвою книга трохи нерівна, позаяк автор використовує як невеликі нотатки, есеї-репліки чи коментар-фіксацію, так і розгорнуті аналітичні есеї, журналістські та близькі до академізму статті.
У книзі «Письмо з околиці» побіжно розглядається творчість:
- українських і зарубіжних поетів і романістів (Томас Вулф, Ґеорґ Тракль, Остап Лапський, Юрій Лавріненко, Кадзуо Ісіґуро, Василь Голобородько, Єгор Радов, Моріс Бланшо, Андрій Платонов, Едґар Доктороу, Ярослав Могутін, Роман Андріяшик, Петро Мідянка, Пауло Коельйо, Джон Фаулз, Йосиф Бродський…);
- українських, зарубіжних істориків і філософів (Сергій Кримський, Василій Розанов, Марк Блок, Генрі Чарльз Лі, Шимон Редліх, Кант, Еміль Сьоран, Славой Жижек…);
- режисерів (Олесь Санін, Андрій Звягінцев, Мілош Форман, Фелліні, Вісконті, Теренс Малік, Пітер Веббер, Джармуш, Алан Тейлор, Джонні То, Вайда…).

## Про книгу в медіа
- Олександр Михед. Не таке «Письмо». Літакцент, 22.09.2010
- Олег Соловей. Між Кантом і кантором. Буквоїд, 21.07.2011
- Богдан-Олег Горобчук. Приватна мозаїка Дністрового. Український журнал, № 9, 2010
- Остап Сливинський. Алькський дракон. Ще раз про сучасну українську есеїстику. Український журнал, № 7, 2011
- Ірина Славінська. Книжки травня: порно Ульяненка, околиці Дністрового, біль Процюка. Українська правда. Життя. 31.05.2010
- Анатолій Дністровий про книгу «Письмо з околиці»
- Богдан Горобчук. Анатолій Дністровий: «Країна реально в дупі бачила своїх героїв»